# Nemesia ilvae
Nemesia ilvae is een spinnensoort in de taxonomische indeling van de bruine klapdeurspinnen (Nemesiidae).
Nemesia ilvae werd in 1950 beschreven door Caporiacco.